# Biosteres kukakensis
Biosteres kukakensis är en stekelart som först beskrevs av William Harris Ashmead 1902.  Biosteres kukakensis ingår i släktet Biosteres och familjen bracksteklar. Inga underarter finns listade.